# Wally Herbert
Pour les articles homonymes, voir Herbert.
Sir Walter William « Wally » Herbert (né le 24 octobre 1934 et mort le 12 juin 2007) est un explorateur polaire et écrivain britannique.
Il est le premier homme à avoir atteint le pôle Nord à pied, par voie terrestre, avec des traîneaux à chiens, le 6 avril 1969. Les expéditions du début du siècle de Frederick Cook et de Robert Peary sont en effet entachées de plusieurs controverses et ont été mises en doute par les historiens.

## Biographie
Wally Herbert part avec sa famille afin d'aller vivre avec les esquimaux. Il monte sa propre expédition en 1968.

## Œuvres
- The Polar World
- The Noos of Laurels
- Polar Déserts
- Hunters of the Polar North
- Eskimos
- North Pole
- Across the Top of the World
- A World of Men